# Employment Contracts Act 1991
Der Employment Contracts Act 1991 (ECA) war ein Gesetz in Neuseeland, das die Art und Weise des Zustandekommens von Arbeitsverträgen zwischen Arbeitgeber und Arbeitnehmer neu regelte.

## Das Gesetz
Als Ende 1990 die New Zealand National Party die Regierungsmacht übernehmen konnte, konnte sie nun endlich nach sechs Jahren Oppositionszeit eines ihrer Kernthemen, wie die Flexibilisierung des Arbeitsmarktes, durchsetzen. Noch im Dezember des Jahres ging das Gesetz von William Birch, als zuständiger Minister of Labour vorbereitet, ins Parlament und trat nach der Beschlussfassung am 15. Mai 1991 in Kraft. Am 2. Oktober 2000 wurde es durch den Employment Relations Act 2000 abgelöst. Der Employment Contracts Act 1991 hatte seinerzeit im Wesentlichen den Zweck und die Aufgabe die Macht der Gewerkschaften beim Aushandeln von Lohntarifen zu brechen.
Die Auswirkungen die das Gesetz hatte, waren:
- Eine Verringerung des Umfangs von Arbeitsverträgen und faktische Abschaffung von Verträgen mit mehreren Arbeitgebern.
- Die Beschäftigungsbedingungen wurden den Arbeitgebern und Arbeitnehmern nicht mehr von außen aufgezwungen.
- Einen Rückgang der gewerkschaftlichen Organisierung, denn als die Gewerkschaften keinen privilegierten Zugang mehr zum Verhandlungstisch hatten, entschieden sich weniger Arbeitnehmer für einen Beitritt zur Gewerkschaft.
- Einen Rückgang der Arbeitsniederlegungen.
- Eine Reduzierung der Überstundensätze und der Arbeitsplatzabgrenzungen, dafür aber eine Zunahme der leistungsabhängigen Entlohnung, der flexiblen Arbeitsmethoden und der Mehrfachqualifizierung.
- Eine Mehrheit der 1996 befragten Arbeitgeber führte die Steigerung der Arbeitsproduktivität, der Flexibilität in den Betrieben und in der Ausbildung auf den Employment Contracts Act 1991 zurück.
- Einen Beschäftigungszuwachs von etwa 17 Prozent zwischen 1991 und 1996 bei einem gleichzeitigen Rückgang der Arbeitslosigkeit von 11 % auf 6 %.[2]

Für die Gewerkschaften hatte dies zur Folge, dass die Mitgliederzahlen in den Gewerkschaften des Landes in etwas mehr als einem Jahr von 603.118 Mitgliedern im März 1991 auf 428.160 Mitglieder im Dezember 1992 zurückgingen und im Dezember 1995 sogar nur noch 362.200 Mitglieder betrugen. Der Organisationsgrad unter den Beschäftigten ging entsprechend von 41 % im Dezember 1991 auf 21,7 Prozent im Dezember 1995 zurück.